# Cartoon Network Shorts Department
Cartoon Network Shorts Department es el programa de desarrollo artístico del canal para pilotos animados que se realizan en Cartoon Network Studios. Fue inaugurado e inicializado en 2013 a través de la subida en línea de seis títulos, el 21 de mayo por un corto período de tiempo, en el que cuatro de ellos ha sido aprobados para lograr tener una serie de televisión.
En América Latina y Brasil los cortos de The Cartoonstitute y los realizado por Cartoon Network Shorts Department serían estrenados a partir del 7 de junio de 2017 por Cartoon Network. Posteriormente entre septiembre y octubre del mismo año se estrenarían los cortos faltantes por sus canales de YouTube.

## Lista de pilotos

### Estados Unidos
| Título                                | Creador                             | Estreno                                                                                  | Estatus               |
| ------------------------------------- | ----------------------------------- | ---------------------------------------------------------------------------------------- | --------------------- |
| Clarence                              | Skyler Page                         | 21 de mayo de 2013 (Online) 17 de febrero de 2014 (TV)                                   | Serie                 |
| Lakewood Plaza Turbo                  | Ian Jones-Quartey                   | 21 de mayo de 2013 (Online)                                                              | Serie                 |
| Mars Safari!                          | Ghostshrimp                         | 21 de mayo de 2013 (Online)                                                              | Piloto                |
| My Science Fiction Project            | Audie Harrison                      | 21 de mayo de 2013 (Online)                                                              | Piloto                |
| Paranormal Roommates                  | Benton Connor                       | 21 de mayo de 2013 (Online)                                                              | Piloto                |
| Steven Universe                       | Rebecca Sugar                       | 21 de mayo de 2013 (Online)                                                              | Serie                 |
| Tome of the Unknown: "Harvest Melody" | Patrick McHale                      | 9 de septiembre de 2013 (Film festivals) 18 de mayo de 2015 (Online)                     | Serie                 |
| AJ's Infinite Summer                  | Toby Jones                          | 16 de mayo de 2014 (Online)                                                              | Piloto                |
| Long Live the Royals                  | Sean Szeles                         | 16 de mayo de 2014 (Online)                                                              | Serie                 |
| We Bare Bears                         | Daniel Chong                        | 6 de noviembre de 2014 (KLIK! Festival) 25 de agosto de 2015 (TV)                        | Serie                 |
| Back to Backspace                     | Dominic Bisignano and Amalia Levari | 12 de noviembre de 2014 (Online)                                                         | Piloto                |
| Pillywags Mansion                     | Sam Marin                           | 12 de noviembre de 2014 (Online)                                                         | Piloto                |
| Jammers                               | Lizz Hickey                         | 18 de mayo de 2015 (Online)                                                              | Piloto                |
| Ridin' with Burgess                   | Andres Salaff                       | 18 de mayo de 2015 (Online)                                                              | Piloto                |
| Twelve Forever                        | Julia Vickerman                     | 18 de mayo de 2015 (Online)                                                              | Adquirido por Netflix |
| Apple & Onion                         | George Gendi                        | 18 de junio de 2015 (Annecy Festival) 2 de mayo de 2016 (Online) 14 de mayo de 2016 (TV) | Serie                 |
| Welcome to My Life                    | Elizabeth Ito                       | 2015 de junio de 18 (Annecy Festival) 2017 de abril de 7 (Online)                        | Piloto                |
| Bottom's Butte                        | Minty Lewis                         | noviembre de 2015 (CTN Expo) 2 de mayo de 2016 (Online)                                  | Piloto                |
| Summer Camp Island                    | Julia Pott                          | 17 de marzo de 2016 (SXSW Festival) 2 de diciembre de 2017 (CN App & Online)             | Serie                 |
| Victor and Valentino                  | Diego Molano                        | 29 de octubre de 2016                                                                    | Serie                 |
| Infinity Train                        | Owen Dennis                         | 1 de noviembre de 2016 (VOD) 2 de noviembre de 2016 (Online) 11 de febrero de 2017 (TV)  | Serie                 |
| Legendary Place                       | Calvin Wong                         | 4 de marzo de 2017 (GLAS Festival)                                                       | Piloto                |
| The Fancies                           | Stephen P. Neary                    | 30 de julio de 2017 (ABP Festival)                                                       | Serie                 |
| Unlovable                             | Esther Pearl Watson and Mark Todd   | 11 de agosto de 2017 (HollyShorts Festival)                                              | Piloto                |
| Tiggle Winks                          | Myke Chilian                        | 24 de noviembre de 2017 (CN App & Online)                                                | Serie                 |
| Craig of the Creek                    | Matt Burnett and Ben Levin          | 1 de diciembre de 2017 (CN App & Online)                                                 | Serie                 |

### Internacional
Desde 2016, el programa ha comenzado a expandirse a otros países donde Cartoon Network Studios acepta encargar (pero no producir) esos pilotos cortos locales, y el primer título que se nota en este modo es Lasso & Comet.
| Título        | Creador    | País de origen | Coproducción(s)                             | Estreno                           | Estado   |
| ------------- | ---------- | -------------- | ------------------------------------------- | --------------------------------- | -------- |
| Lasso & Comet | Ivan Dixon |                | Rubber House y Cartoon Network Asia Pacific | 9 de noviembre de 2016 (En línea) | Incierto |